# 大津東インターチェンジ
大津東インターチェンジ（おおづひがしインターチェンジ）は、熊本県菊池郡大津町大字古城にある国道57号（北側復旧ルート）のインターチェンジである。
なお、2020年現在は事業休止中である中九州横断道路・阿蘇大津道路において計画されている大津古城インターチェンジ（おおづふるじょうインターチェンジ）と、ほぼ同位置に建設されている。

## 道路
- 国道57号
  - 北側復旧ルート

## 沿革
- 1997年（平成9年）9月 - 中九州横断道路 阿蘇大津道路整備区間に指定。
- 2009年（平成21年）12月3日 - 九州地方整備局の事業評価監視委員会において長期未着工となっていた阿蘇大津道路の事業を休止[2]。
- 2016年（平成28年）
  - 6月14日 - 同年4月16日に発生した熊本地震の影響で不通となっていた国道57号の復旧事業として北側復旧ルートの整備を決定[3]。
  - 7月6日 - 北側復旧ルートを決定[4]。
  - 11月2日 - 北側復旧ルートの工事に着手[5]。
- 2020年（令和2年）10月3日 - 阿蘇西IC - 大津IC間 開通に伴い供用開始[1]。

## 接続道路
- 熊本県道339号北外輪山大津線（ミルクロード）

## 周辺
- 清正公道公園
- 古城神宮

## 隣
国道57号（北側復旧道路）
車帰IC（大津方面出入口） - 大津東IC（阿蘇方面出入口） - 大津IC